# Nicrophorus vespillo
Nicrophorus vespillo (Linnaeus, 1758) è un coleottero della famiglia dei Silfidi.

## Etologia
L'insetto è lungo 12–22 mm. Questo coleottero, come suggerisce il nome del genere, si ciba di animali morti. Ha la particolarità di seppellire questi ultimi, anche di dimensioni relativamente ragguardevoli, sotto diversi cm di terreno per nutrire le sue larve.